# Poriomanie
Die Poriomanie (altgriechisch πορεία poreîa = „Reise“), auch als Dromomanie (altgriechisch δρόμος dromos = „Lauf“) oder Fugue (französisch für „Flucht“) bezeichnet, ist eine Impulskontrollstörung, die ein zwanghaftes unvermitteltes Weglaufen ohne einen einsichtigen Grund und ohne ein fassbares Ziel beinhaltet. Darüber hinaus zeigt sie alle Kennzeichen einer dissoziativen Amnesie (ICD-10: F44.0).
Das zwanghafte Weglaufen kann geschehen als Folge von einer Neurose, Depression, Wahn, Schizophrenie und/oder anderen psychischen Störungen und bei Personen mit kognitiver Behinderung und altersbedingter Demenz. Sie kommt sporadisch auch bereits bei Kindern und pubertierenden Jugendlichen vor. Besonders bekannt ist die zwanghafte Wander-/Fluchtbereitschaft bei Menschen mit Alzheimer-Krankheit.
Jean-Martin Charcot beschrieb 1888 in seinen Leçons du mardi einen 37-jährigen Briefträger, welcher drei Episoden von stundenlangem Herumwandern in Paris mit jeweils vollständiger Amnesie durchlebte. Man meint heute, dass es sich um einen nicht-konvulsiven Status epilepticus mit Fugue-Status (Poriomanie) handelte.
Gefahr droht den Entlaufenen bei ihrem Herumirren besonders durch den Verkehr, Unterkühlung oder Stürze. Die meisten Betroffenen sind nicht in der Lage, den Heimweg zu finden, sie können auch ihre Motive kaum erklären. Die Poriomanie ist nicht einfach mit Fernweh, Neugier oder Abenteuerlust zu erklären. Die meisten Ausreißer leiden bei ihren Ausflügen auch unter Angst und Heimweh und sind kaum in der Lage, umzukehren. Die Ausbruchversuche wiederholen sich regelmäßig, die entsprechenden Auslöseimpulse bleiben oft lange verborgen.
In der neueren psychiatrischen Literatur wird der Begriff durch Fugue ersetzt. Beschrieben wird akute retrograde Amnesie (Erinnerungsverlust für die direkt zurückliegende Vergangenheit), mit Fortlaufen aus dem aktuellen Lebensmittelpunkt, und konzeptionelle Ähnlichkeit zu der multiplen Persönlichkeitsstörung.